# Daysleeper
Singles de R.E.M.
How the West Was Won and Where It Got Us
(1997) Lotus
(1998)
Pistes de Up
Why Not Smile Diminished
Daysleeper est une chanson du groupe de rock alternatif R.E.M. sortie en tant que premier single de leur onzième album studio Up et le premier single du groupe à être sorti après le départ du batteur Bill Berry.

## Historique et thème
Chantée du point de vue d'un travailleur de nuit, la chanson parle de la désorientation dû au temps et du rythme circadien dans un tel style de vie, menant au désespoir et à la perte d'identité. Le sommeil et les rêves sont un thème récurrent des chansons du groupe comme par exemple dans Get Up et I Don't Sleep, I Dream.
Pendant une performance de R.E.M. pour VH1 Storytellers, Michael Stipe, le leader du groupe, a expliqué l'origine de la chanson :
« J'étais à New York, terminant un livre d'haïkus sur lequel je travaillais avec plusieurs amis chers depuis un an. Et je descendais les marches de ce bâtiment, il était probablement quatre heures de l'après-midi, et je suis arrivé à une porte - c'est l'appartement 3D, quelque chose comme ça - et il y a une pancarte dessus qui dit Daysleeper et j'ai marché beaucoup plus prudemment, atténuant le bruit de mes pas, en pensant à la pauvre personne qui essayait de dormir et moi et mes vieilles grosses bottes interrompant son sommeil. Alors j'ai écrit une chanson à propos d'un homme qui dort le jour, qui travaille de 23h à 7h et à quel point l'équilibre est furieux entre la vie que vous vivez et le travail que vous devez faire pour mener la vie que vous vivez,,. »
— Michael Stipe
La chanson The Lifting de l'album de R.E.M. sorti en 2001 dans l'album Reveal est une préquelle de la chanson et contient le même personnage.

## Clip vidéo
Le clip a été tourné aux Broadway Studios dans le district d'Astoria dans le Queens, un quartier de New York en septembre 1998. Il a été filmé en stop motion pour obtenir ce que Michael Stipe a appelé un « look très druggy, très beau » (druggy dans le sens accro à la drogue.)

Dans le clip, Michael Stipe joue le rôle d'un employé de bureau qui va travailler la nuit. Les trois membres du groupe portent des pyjamas et des chaussons et n'arrivent pas à s'endormir pendant la journée. La vidéo a été réalisée par les frères Snorris, des islandais. 

« Je crois que c'est à propos d'une sorte de nature extra-terrestre du travail de nuit. L'étrange éclairage, les lampes fluorescentes qu'on trouve et l'isolation que représente le travail dans un cimetière - comment cela détruit tes horaires de sommeil et ce genre de choses, et je pense que c'est l'image principale que l'on essaye de dépasser,. »

— Mike Mills

## Liste des pistes
Toutes les chansons sont écrites par Peter Buck, Mike Mills et Michael Stipe.
CD
1. Daysleeper
2. Emphysema (version instrumentale)
3. Why Not Smile (version d'Oxford American)

7" & cassette
1. Daysleeper
2. Emphysema (version instrumentale)

CD 3" japonais
1. Daysleeper
2. Sad Professor (live en studio, Toast, San Francisco, Californie)

## Charts
| Chart (1998)                                | Meilleure position |
| ------------------------------------------- | ------------------ |
| Charts autrichiens                          | 17                 |
| Charts canadiens                            | 5                  |
| Charts irlandais                            | 15                 |
| Charts hollandais                           | 64                 |
| Charts néo-zélandais                        | 18                 |
| Charts norvégiens                           | 12                 |
| Charts suédois                              | 46                 |
| Charts suisses                              | 49                 |
| Charts anglais                              | 6                  |
| U.S. Billboard Hot 100                      | 57                 |
| U.S. Billboard Modern Rock Tracks           | 30                 |
| U.S. Billboard Mainstream Rock Tracks chart | 18                 |
| U.S. Billboard Adult Top 40                 | 33                 |

## Source
- (en) Cet article est partiellement ou en totalité issu de l’article de Wikipédia en anglais intitulé « Daysleeper » (voir la liste des auteurs).